# Julia Sude
Julia Sude (Gießen, 2 de septiembre de 1987) es una deportista alemana que compite en voleibol, en la modalidad de playa. Ganó dos medallas de bronce en el Campeonato Europeo de Vóley Playa, en los años 2017 y 2021.

## Palmarés internacional
| Campeonato Europeo | Campeonato Europeo | Campeonato Europeo | Campeonato Europeo |
| Año                | Lugar              | Medalla            | Pareja             |
| ------------------ | ------------------ | ------------------ | ------------------ |
| 2017               | Jūrmala (Letonia)  | Medalla de bronce  | Chantal Laboureur  |
| 2021               | Viena (Austria)    | Medalla de bronce  | Karla Borger       |